# Monash University
Die Monash University ist eine der acht führenden australischen Universitäten (Group of Eight) und neben der Universität Melbourne eine der beiden großen Universitäten in Melbourne, der Hauptstadt des australischen Bundesstaates Victoria.
Sie wurde 1958 im Melbourner Vorort Clayton gegründet und nach John Monash – einem australischen Ingenieur und General im Ersten Weltkrieg – benannt.

## Leitung und Fakultäten
Zur Leitung – President and Vice-Chancellor – gehören im Weiteren 14 stellvertretende Vizekanzler sowie drei Vizepräsidenten und der Präsident des Akademischen Direktoriums. Die Leitung ist dem Universitätsrat verantwortlich, der zusammen die Leitlinien festlegt sowie die Finanzplanung und akademische Angelegenheiten verantwortet.
Monash ist in zehn Fakultäten unterteilt, die sich wiederum in Departments gliedern:
- Fakultät für Kunst und Design
- Fakultät für Erziehungswissenschaft
- Fakultät für Rechtswissenschaft
- Fakultät für Naturwissenschaften
- Fakultät für Geisteswissenschaften
- Fakultät für Ingenieurwissenschaften
- Fakultät für Medizin und Gesundheitswissenschaften
- Fakultät für Wirtschaftswissenschaft
- Fakultät für Informationstechnik
- Fakultät für Pharmazie.

## Standorte
Es gibt acht Campusbereiche, unter anderem in Malaysia, Südafrika und Europa:
- Australien:
  - Berwick campus
  - Caulfield campus
  - Clayton campus
  - Gippsland campus
  - Parkville campus
  - Peninsula campus
- Malaysia:
  - Sunway campus
- Italien
  - Prato Centre
- Indien
  - IITB Research Academy

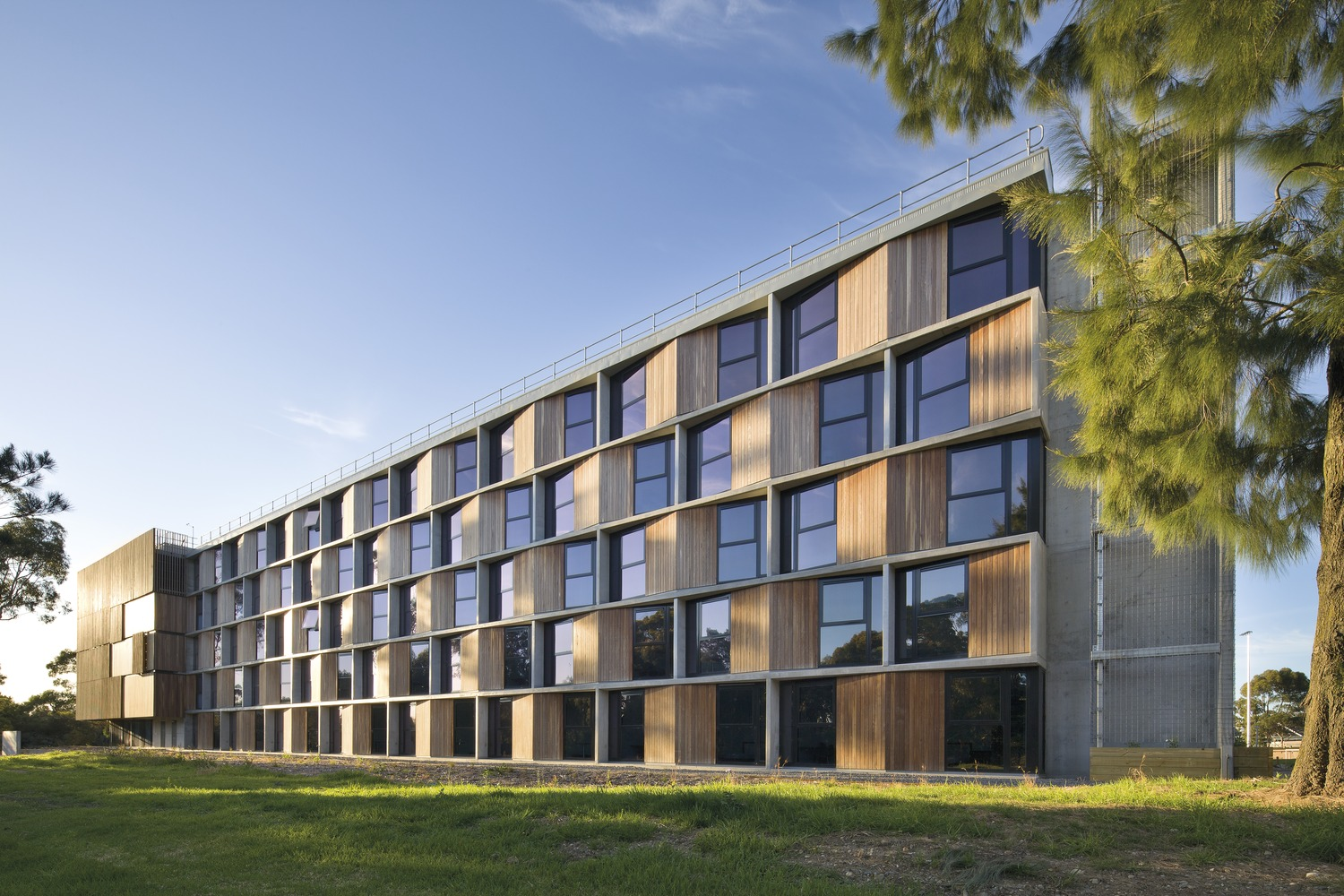
Studentenapartments auf dem Clayton-Campus

Die Monash Universität betrieb 2001 bis 2019 auch eine Niederlassung in  Südafrika, die Monash South Africa.

## Zahlen zu den Studierenden und den Mitarbeitern
2021 waren an den Standorten in Australien 76.527 Studierende eingeschrieben (2018: 71.654, 2019: 74.979, 2020: 74.920). 2021 studierten davon 52.404 am Campus Clayton in Melbourne und 17.363 am Campus Caulfield südöstlich bei Melbourne. 2020 waren insgesamt 85.924 Studierende an der Monash University eingeschrieben. Davon waren 56 % weiblich und 44 % männlich. 49.659 studierten am Campus Clayton in Melbourne oder online, 19.121 am Campus Caulfield und 4.579 am Campus Peninsula 40 km südlich von Melbourne. 9.199 studierten in Malaysia.
2010 waren es an den australischen Standorten 53.557 Studierende (2008: 49.269, 2009: 51.689) und 7.678 Mitarbeiter gewesen (davon 3.724 Wissenschaftler).
2020 waren von 17.562 Mitarbeitern (entsprechend 9.950 Vollzeitäquivalenten) 58 % weiblich und 42 % männlich.